# 常総筑波鉄道キハ800形気動車
常総筑波鉄道キハ800形気動車（じょうそうつくばてつどうキハ800がたきどうしゃ）は、かつて常総筑波鉄道に在籍した気動車。同社の自社発注車として導入され、常総筑波鉄道が合併により関東鉄道と社名を改めて以降も使用されたが、1993年に全車とも廃車された。

## 概要
1959年に製造されたキハ500形・キハ504形に続いて製造された、常総筑波鉄道の自社発注車両。キハ500形と類似する所謂「日車標準車体」の車体や機構を有していた一方、全長がキハ500形の18,100 mmから2 m延長した20,100 mmとなり、車内のクロスシート1組分の定員数の増加がなされた。機関は常総筑波鉄道として初めてDMH-17Hが採用され、台車はキハ504形と同様の空気ばね式が用いられた。
1961年10月に製造後、801 - 803は常総線に、804・805は筑波線（→筑波鉄道筑波線）に投入された。後者は導入当初ラッシュ時の混雑緩和のため設定されていた国鉄水戸線への直通運転に使用され、真岡線の気動車と連結して小山駅へ乗り入れていた。その後、1964年9月にキハ804が、同年10月にキハ805が常総線へ転属し、以降は全車とも同路線で使用される事となった。
一方、同年には常総線の利用客増加に対応するため車内の座席配置をセミクロスシートから全席ロングシートへ改造する工事が施工され、着席定員数が減少したが、外見に変化はなく、以降も2扉車のまま使用された。企業の再編により常総線が関東鉄道の路線となって以降も引き続き在籍したが、キハ300形・キハ350形への大量導入により全車とも1993年に廃車された。